# Вікові дубові насадження (заповідне урочище, Київська область)
«Вікові дубові насадження» — заповідне урочище місцевого значення. 
Об'єкт створено рішенням виконокому Київської області Ради народних депутатів від 19 серпня 1968 р. № 118 та розташований в межах зони відчуження ЧАЕС, ДСВКП «Чорнобильська Пуща», Яковецьке лісове відділення, квартал 128, виділ 10.
Урочище є високопродутивними дубовими насадженнями насіннєвого походження, віком близько 130 років.